# Svenska Dirigentpriset
Svenska Dirigentpriset till Sixten Ehrlings minne instiftades av Stockholm Sinfonietta och Öhrlings Pricewaterhousecoopers i samarbete med Stockholms Konserthus och delades ut första gången 2003. Inget pris har delats ut sedan 2012. Prissumman 2012 var 150 000 kr.

## Pristagare
- 2003 – Johannes Gustavsson
- 2004 – David Björkman
- 2005 – Hans Vainikainen
- 2006 – Marie Rosenmir
- 2007 – Håkan Björkman
- 2008 – Daniel Blendulf
- 2010 – Andreas Lönnqvist
- 2012 – Johannes Liedbergius